# Piabucina boruca
Piabucina boruca és una espècie de peix de la família dels lebiasínids i de l'ordre dels caraciformes.

## Morfologia
- Els mascles poden assolir 11,8 cm de longitud total.[4][5]

## Alimentació
Menja insectes terrestres.

## Hàbitat
És un peix d'aigua dolça i de clima tropical (23 °C-29 °C).

## Distribució geogràfica
Es troba a Centreamèrica: conques dels rius Grande de Térraba i Coto (sud-oest de Costa Rica).